# Jewsino (osiedle przy stacji)
Jewsino (ros. Евсино) – osiedle przy stacji w Rosji, w obwodzie nowosybirskim, w rejonie iskitimskim. W 2010 liczyło 5369 mieszkańców.